# Waldomiro de Deus
Waldomiro de Deus Souza (Itagibá, 12 de junho de 1944) é um desenhista e pintor primitivista brasileiro.

## Biografia
Chegou na cidade de São Paulo em 1959 e começou a pintar em 1961. Com a ajuda do decorador Terry Della Stuffa, começa a produzir seus trabalhos de forma profissional e realizou sua primeira exposição em 1966 na Fundação Armando Álvares Penteado (FAAP).
Seu trabalho é influenciado por temas religiosos, criando imagens polêmicas, como ícones da igreja católica em mini-saia, cinta-ligas, botas e bermudas e por esses desenhos, é raptado pelo grupo Tradição Família e Propriedade, mas em pouco tempo é solto. Entre o final da década de 1960 e início de 1970, faz várias exposições na Inglaterra, Itália, Bélgica, Alemanha e Estados Unidos.
Com o passar do tempo, seus trabalhos  passam a representar o folclore de sua terra natal: festas populares, histórias sobre mula-sem-cabeça e lobisomens, bem como imagens escatológicas e eróticas.
Em 1983, é premiado com a Awarding the Statue of Victory pelo Centro Studi e Ricerche Delle Nazioni e em 2000 teve uma sala própria na Quinta Bienal Naifs do Brasil.

## Ligação externa
- «Site do artista»